# 有ちゃっとw
『有ちゃっとｗ』（ありちゃっと）は、フジテレビオンデマンド (FOD) で2017年6月15日から配信されている、FODオリジナルマンガバラエティ番組『マンガは世界を救う！』スピンオフ番組。
番組は月1回のペースで更新される。

## 概要
マンガやゲーム好きで知られる有野晋哉（よゐこ）がMCを務め、漫画家にチャットで普段聞けない事をねほりはほり聞いてみようという番組。顔と顔を合わせた対談という形ではなく、離れた場所から、チャットという会話形式の文章を使うことで、漫画家に番組出演というストレスや緊張感を極力与えず、マンガに対する本音やその想いを有野晋哉が引き出す。
有野晋哉のボケに対して漫画家が慌てている姿や、笑い喜ぶところなど、普段と変わらないリラックスした様子で、有野晋哉とチャットを楽しむ姿が見られる。
また、アシスタントも一緒にチャットに参加しているので、普段の仕事現場での雰囲気も味わえる。
顔出しNGの漫画家が出演する際は、自身の作品と何かしら関係のあるもので顔を隠している。
「渋谷金魚」の著者である蒼伊宏海が出演した時は、金魚鉢越しに顔が写らないよう撮影していた。

## 出演者
- 有野晋哉（よゐこ）
- ほか

## 配信リスト

### 有ちゃっとｗ
| 配信開始日    | サブタイトル               | 出演              |
| ------------- | -------------------------- | ----------------- |
| 2017年10月6日 | 「響～小説家になる方法～」 | 柳本光晴 先生     |
| 2017年10月6日 | 「くも漫」                 | 中川学 先生       |
| 2017年10月6日 | 「累」                     | 松浦だるま 先生   |
| 2017年10月6日 | 「善悪の屑」「外道の歌」   | 渡邊ダイスケ 先生 |

### 有ちゃっとｗｗ
| 配信開始日     | サブタイトル                    | 出演              |
| -------------- | ------------------------------- | ----------------- |
| 2017年10月14日 | 「FAIRY TAIL」                  | 真島ヒロ 先生     |
| 11月11日       | 「いとしのムーコ」              | みずしな孝之 先生 |
| 12月16日       | 「ギフト±」                     | ナガテユカ 先生   |
| 2018年1月14日  | 「べしゃり暮らし」              | 森田まさのり 先生 |
| 2月10日        | 「ディメンション W」            | 岩原裕二 先生     |
| 3月11日        | 「BLEACH」                      | 久保帯人 先生     |
| 4月15日        | 「トッキュー！！」              | 久保ミツロウ 先生 |
| 5月13日        | 「渋谷金魚」                    | 蒼伊宏海 先生     |
| 6月16日        | 「ラーメン大好き小泉さん」      | 鳴見なる 先生     |
| 6月29日        | 「三億円事件奇譚 モンタージュ」 | 渡辺潤 先生       |

## スタッフ
- ナレーション：本間淳子、野村柚乃助・柊乃助
- 技術：馬場雄二、三瓶由佳
- 編集 / MA：羅山
- 音楽：茄子しじみ
- デザイン：中村祥絵
- 制作：野田俊彦、和泉杏衣、永澤亜衣
- プロデューサー：宝来隆信、吉澤さやか
- ディレクター：中村秀和、福岡尚志
- チーフプロデューサー：野村和生
- 制作：FCC
- 製作著作：フジテレビ